# Schwestern (2013)
Schwestern ist der Titel eines Spielfilms der deutschen Regisseurin und Drehbuchautorin Anne Wild. Die Geschichte handelt im Stil einer Dramedy von einer Familie, deren jüngste Tochter sich einem katholischen Orden angeschlossen hat. Gedreht wurde in Baden-Württemberg und Südtirol. Der Kinostart war am 12. Dezember 2013.

## Handlung
Eine Familie trifft sich anlässlich der Einkleidung der jüngsten Tochter, Kati, nach deren Eintritt in ein Kloster. Die sehr säkular geprägte Familie tut sich damit sehr schwer. Sie alle können Katis Entscheidung, in ein Kloster einzutreten, aus unterschiedlichen Gründen nicht nachvollziehen. Unterschiedliche Lebensentwürfe und Haltungen sowie zahlreiche Konflikte zwischen Eltern, Onkel, Bruder und Schwester der jungen Ordensfrau treten zu Tage. Da sich die Zeremonie verzögert, trifft sich die Familie auf einer Obstwiese beim Kloster. Allein der älteren Schwester, Saskia, gelingt es, zu ihrer jüngeren Schwester ins Kloster vorzudringen.

## Produktion
Die Dreharbeiten begannen im Juni 2010, mussten wegen Erkrankung der damals vorgesehenen Hauptdarstellerin Marie Bäumer jedoch abgebrochen werden. Daneben gehörten Hannelore Hoger, Herbert Leiser, Marie Leuenberger, Hans-Jochen Wagner, Nina Proll, Juliane Köhler und Jesper Christensen zur ursprünglichen Besetzung. Für den Neustart der Dreharbeiten im September 2011 wurden die meisten Rollen neu vergeben, nur Jesper Christensen und Marie Leuenberger blieben im Cast. Die Hauptrolle übernahm nun Maria Schrader. Gedreht wurde im baden-württembergischen Illmensee, in der Erzabtei Beuron, in Bebenhausen, im Kloster Habsthal sowie in Südtirol.

## Kritik
Der Filmdienst bezeichnete den Film als „[w]armherzige ‚menschliche Komödie‘ über das Loslassen“, die „unterhaltsam, charmant und nachdenklich erzählt“ sei. Die Ereignisse würden „visuell wie akustisch von der subtilen Kunst poetisch-stiller Chiffren“ getragen.
Das FAZ-Feuilleton schreibt über den Film: „Er ist wie so manche Szenen gut gespielt und krankt doch an dem, womit ‚Schwestern‘ sich durchweg schwertut: einer ins Vorhersehbare umschlagenden Überkonstruiertheit gerade der phantastischen Elemente und einer Besetzung, der man anmerkt, dass sie erst nicht so gedacht war.“

## Auszeichnungen
- Nominiert für den Thomas Strittmatter Drehbuchpreis 2009
- Eröffnungsfilm 9. Festival des deutschen Films